# 2994 Flynn
2994 Flynn è un asteroide della fascia principale. Scoperto nel 1975, presenta un'orbita caratterizzata da un semiasse maggiore pari a 2,4184516 UA e da un'eccentricità di 0,2276320, inclinata di 2,48414° rispetto all'eclittica.
Il nome dell'asteroide è dedicato a Vicki Marie Flynn.